# Agrilus niviferus
Agrilus niviferus es una especie de insecto del género Agrilus, familia Buprestidae, orden Coleoptera.
Fue descrita científicamente por Théry, en 1905.